# Cerastium siculum
Cerastium siculum är en nejlikväxtart som beskrevs av Giovanni Gussone. Cerastium siculum ingår i släktet arvar, och familjen nejlikväxter. Inga underarter finns listade i Catalogue of Life.